# Iulie 1988
Acest articol este generat integral pe baza informațiilor din articolul 1988 și este actualizat periodic de un robot.
 Editările făcute în articol vor fi șterse la următoarea actualizare! Dacă doriți să faceți modificări, editați articolul-sursă.

ianuarie -
februarie -
martie -
aprilie -
mai -
iunie -
iulie -
august -
septembrie -
octombrie -
noiembrie -
decembrie
Iulie 1988 a fost a șaptea lună a anului și a început într-o zi de vineri.

## Evenimente
- 3 iulie: 
  - Zborul 655 al Iran Air, a fost un zbor comercial care a fost doborât de către crucișătorul american USS Vincennes, ucigând toți cei 290 de pasageri și echipaj de la bord. Incidentul s-a petrecut în timpul războiului Iran-Irak și a avut consecințe grave atât din punct de vedere umanitar, cât și politic.
  - Podul Fatih Sultan Mehmet din Istanbul, Turcia este finalizat, oferind a doua conexiune între continentele Europa și Asia peste Bosfor.

## Nașteri
- 1 iulie: Dagmara Wozniak, scrimeră americană
- 2 iulie: Lee Chung-Yong, fotbalist sud-coreean
- 2 iulie: Rui Pedro (Rui Pedro Couto Ramalho), fotbalist portughez (atacant)
- 2 iulie: Ada Condeescu, actriță română
- 2 iulie: Nicoleta Dincă, handbalistă română
- 2 iulie: Lee Chung-yong, fotbalist sud-coreean
- 3 iulie: Winston Wiremu Reid, fotbalist danez
- 4 iulie: Angelique Boyer (n. Monique Paulette Boyer Rousseau), actriță mexicană de etnie franceză
- 7 iulie: Anamaria Ioniță, atletă română
- 8 iulie: Vítor Gialorenco Huvos, fotbalist brazilian
- 8 iulie: Andrii Iahodka, scrimer ucrainean
- 9 iulie: Raul Rusescu (Raul Andrei Rusescu), fotbalist român (atacant)
- 10 iulie: Pavlo Lee, actor și prezentator TV ucrainean (d. 2022)
- 11 iulie: Doina Sulac, interpretă și compozitoare din Republica Moldova
- 11 iulie: Étienne Capoue, fotbalist francez
- 13 iulie: Steven R. McQueen, actor american
- 14 iulie: Mădălina Drăghici, actriță română
- 14 iulie: Conor McGregor, luptător irlandez de arte marțiale mixte și box
- 15 iulie: Răzvan Tincu, fotbalist român
- 15 iulie: Renata Knapik-Miazga, scrimeră poloneză
- 15 iulie: Cristian Danci, fotbalist român
- 16 iulie: Sergio Busquets (Sergio Busquets Burgos), fotbalist spaniol
- 19 iulie: Kevin Großkreutz, fotbalist german
- 22 iulie: Thomas Kraft, fotbalist german (portar)
- 24 iulie: Mihai Donisan, atlet român
- 24 iulie: Adrian Popa, fotbalist român
- 25 iulie: Paulinho (José Paulo Bezerra Maciel Júnior), fotbalist brazilian
- 25 iulie: John Peers, jucător australian de tenis
- 26 iulie: Diego Perotti, fotbalist argentinian
- 29 iulie: Miguel Alfonso Herrero (Miguel Alfonso Herrero Javaloyas), fotbalist spaniol

## Decese
- 7 iulie: Mihail Cruceanu, 100 ani, poet român (n. 1887)
- 9 iulie: Alexandru Graur, 88 ani, lingvist român (n. 1900)
- 9 iulie: Anthony Holland, actor american (n. 1928)
- 10 iulie: Baruch Kamin, 74 ani, politician israelian (n. 1914)
- 13 iulie: Hilda Gobbi, 75 ani, actriță maghiară (n. 1913)
- 18 iulie: Aurel Ciupe, 88 ani, pictor român (n. 1900)
- 18 iulie: Petre Munteanu, 71 ani, solist român de operă (n. 1916)
- 18 iulie: Miklós Szentkuthy, 80 ani, scriitor maghiar (n. 1908)
- 22 iulie: Duane Jones, actor american (n. 1937)
- 23 iulie: Valentin Belousov, 63 ani, matematician rus (n. 1925)
- 24 iulie: Ilona Elek (n. Ilona Schacherer), 81 ani, dublă campioană olimpică la scrimă de naționalitate maghiară (n. 1907)
- 24 iulie: Nicolae Vereș, 63 ani, politician român (n. 1924)